# مطار سيشل الدولي
مطار سيشيل الدولي (إياتا: SEZ، إيكاو: FSIA) يقع في جزيرة ماهيه قرب عاصمة سيشل مدينة فيكتوريا.

## Airlines and destinations

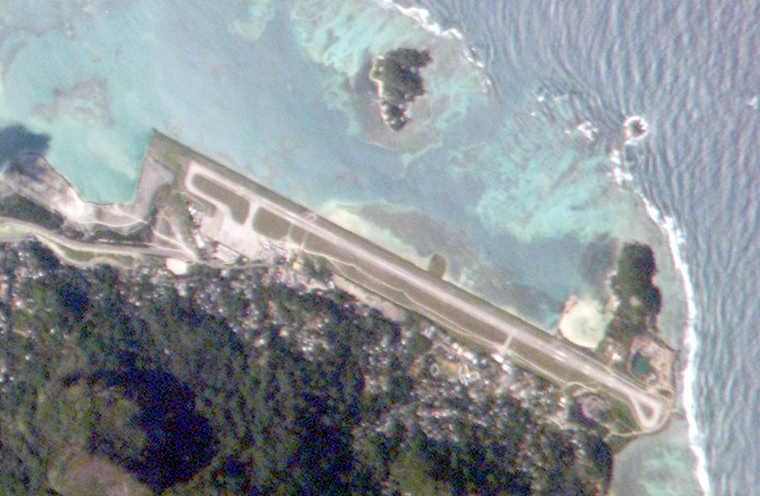
منظر جوي للمطار في 2005

| شركـات طيـران             | الوجهات |
| ------------------------- | --- |
| إيروفلوت                  | مطار شيريميتييفو الدولي |
| طيران أوسترال             | Saint-Denis de la Réunion ‏ |
| طيران سيشل                | مطار باندارنيك الدولي (تبدأ في 20 يونيو 2023)، مطار أوليفر ريجنالد تامبو، مطار سير سيووساغور رامغولام الدولي، مطار تشاتراباتي شيفاجي الدولي، Praslin Island ‏ موسمي: مطار ألماتي الدولي، مطار فيلانا الدولي عارض: Alphonse Island ‏، Bird Island ‏، Denis Island ‏، Desroches Island ‏، Frégate Island ‏ موسمي عارض: مطار بريستول |
| طيران بلغاريا             | موسمي عارض: مطار صوفيا |
| كوندور للطيران            | موسمي: مطار فرانكفورت |
| إديلويس إير               | موسمي: مطار زيورخ الدولي |
| طيران الإمارات            | مطار دبي الدولي |
| الخطوط الجوية الإثيوبية   | مطار أديس أبابا بولي الدولي |
| الاتحاد للطيران           | مطار أبو ظبي الدولي |
| الخطوط الجوية الكينية     | مطار جومو كينياتا الدولي |
| الخطوط الجوية القطرية     | مطار حمد الدولي |
| الخطوط الجوية السريلانكية | مطار باندارنيك الدولي |
| الخطوط الجوية التركية     | موسمي: مطار إسطنبول الدولي |